# Чемпионат четырёх континентов по фигурному катанию 2021
Чемпионат четырёх континентов по фигурному катанию 2021 (англ. 2021 Four Continents Figure Skating Championships) — соревнования по фигурному катанию среди спортсменов Америки, Азии, Африки и Австралии с Океанией сезона 2020/2021 года. Соревнования впервые должны были пройти в Сиднее.
Медали были бы разыграны в мужском и женском одиночном катании, в парном катании и в танцах на льду.
В начале октября 2020 года было принято решение отменить чемпионат из-за пандемии COVID-19.

## Место проведения
Турнир должен был пройти с 8 по 14 февраля 2021 года в самом крупном и самом старом городе Австралии Сиднее. Не только Австралия, но и весь континент Океания с Австралией впервые принял бы континентальный чемпионат. В июне 2019 года на сессии ИСУ в итальянской столице Риме этот город победил других кандидатов. Конкурентами были столица КНР Пекин и столица Китайской Республики Тайбэй.
Океания с Австралией могли стать третьим континентом, которые принимают Чемпионат четырёх континентов.

## Квалификация
К участию были бы допущены спортсмены, достигшие 15-летнего возраста на 1 июля 2020 года. Каждая страна Америки, Азии, Африки и Австралии с Океанией (географический принцип соблюдается не строго, некоторые страны географически относящиеся к Азии (частично или полностью), например Азербайджан, Армения, Грузия, Кипр, Израиль и Турция,  участвуют в чемпионатах Европы), федерация которой входит в Международный союз конькобежцев, имеет право заявить на чемпионат четырёх континентов до трёх участников (пар) в каждой из дисциплин.

### Минимальная оценка за элементы
Национальные федерации (ассоциации) выбирают участников на основании собственных критериев, но заявленные участники должны достичь минимальной технической оценки элементов на международных соревнованиях, проводимых до текущего чемпионата.
| Минимальный технический результат (TES) | Минимальный технический результат (TES) | Минимальный технический результат (TES) |
| Вид                                     | Короткая программа                      | Произвольная программа                  |
| Мужчины                                 | 28                                      | 46                                      |
| Женщины                                 | 23                                      | 40                                      |
| Пары                                    | 25                                      | 42                                      |
| Танцы на льду                           | 28                                      | 44                                      |
| --------------------------------------- | --------------------------------------- | --------------------------------------- |